# 20 Natresbataljon
20 Infanteriebataljon Bewaken & Beveiligen Korps Nationale Reserve, of 20 INFBAT BB KNR is onderdeel van het Korps Nationale Reserve (Natres). Het korps maakt sinds 1948 deel uit van de Koninklijke Landmacht.
Het Korps Nationale Reserve bestaat uit circa 3.800 actief dienende reservisten, verdeeld over drie regionaal georganiseerde bataljons van elk ongeveer 750 tot 900 militairen. De drie bataljons zijn ingedeeld bij 11 Luchtmobiele Brigade, 13 Lichte Brigade en 43 Gemechaniseerde Brigade. De bevelsautoriteit van het bataljon is sinds 2012 Commandant 11 Luchtmobiele Brigade, met standplaats Schaarsbergen (Oranjekazerne).
11 Luchtmobiele Brigade heeft een reservisteneenheid: 20 IBB KNR. Het gaat om zo'n 900 reservisten die de brigade kan inzetten in de provincies Zuid-Holland en Gelderland en de regio Amsterdam.

## 20 IBB KNR
20 IBB KNR is verantwoordelijk voor:
- Bewakings- en beveiligingsopdrachten. Zoals wacht houden aan kazernepoorten. Of bewaken en beveiligen van ontruimde gebieden en vitale objecten als energiecentrales.
- Militaire bijstand bij rampenbestrijding. Bijvoorbeeld bij watersnoden en de uitbraak van besmettelijke dierziektes als mond- en klauwzeer en varkenspest.
- Militaire bijstand aan civiele autoriteiten voor het handhaven van de openbare orde en veiligheid.
- Militaire steunverlening aan militaire transporten door Nederland bij grote oefeningen of inzet.
- Militaire steunverlening aan eenheden van de Nederlandse krijgsmacht tijdens vertrek of terugkeer van uitzending.
- Militaire steunverlening aan civiele autoriteiten bij grote evenementen, zoals de Nijmeegse Vierdaagse.
- Ceremoniële activiteiten, bijvoorbeeld Prinsjesdag en herdenkingen.

20 IBB KNR bestaat uit de volgende compagnieën:
- Alfa Compagnie (Frederikkazerne, Den Haag)
- Bravo Compagnie
- Charlie Compagnie
- Delta Compagnie (Frederikkazerne, Den Haag)
- Echo Compagnie (Legerplaats Stroe, Stroe (Gelderland))
- Foxtrot Compagnie (Oranjekazerne, Schaarsbergen)